# Michael Glos

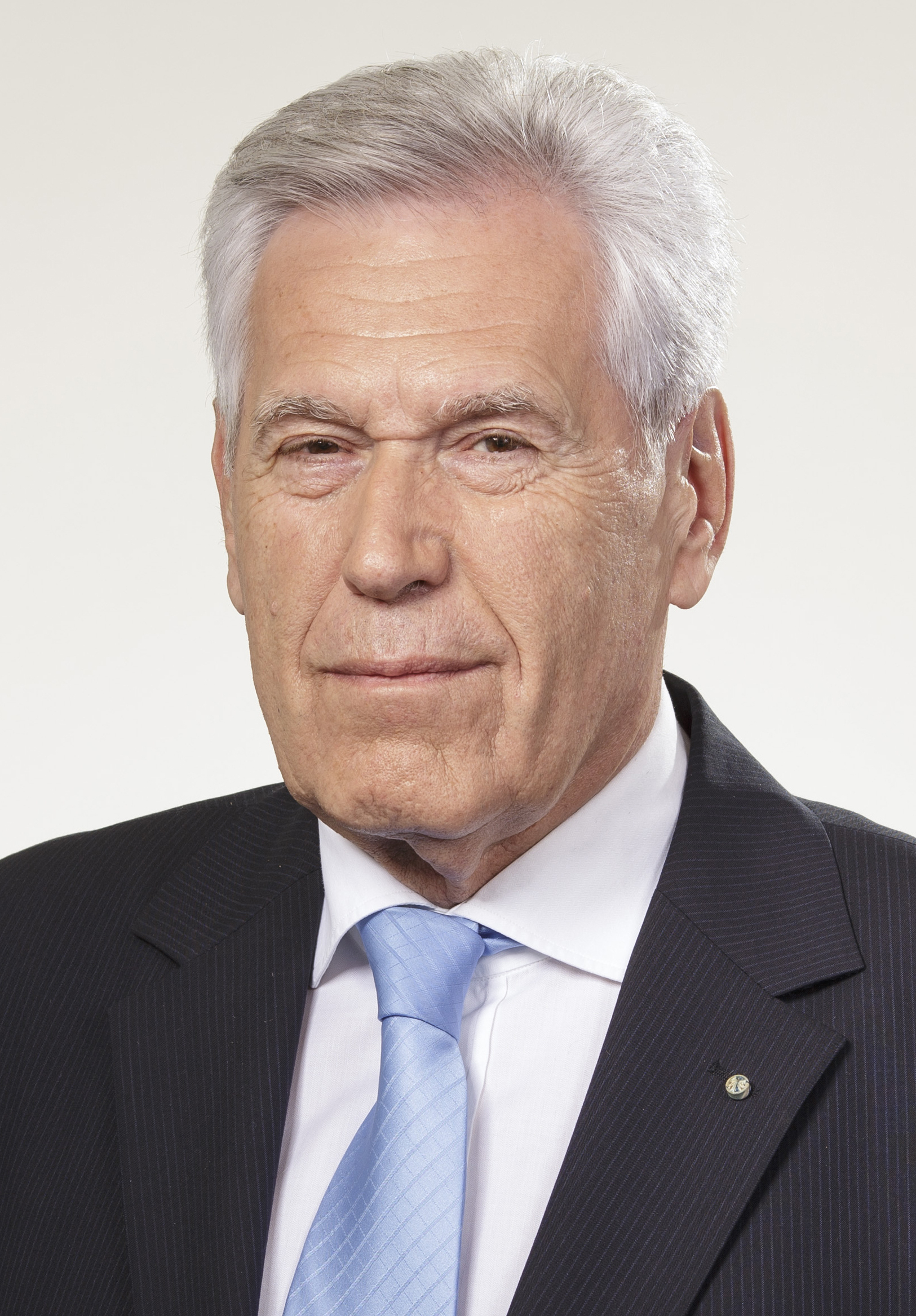
Michael Glos (2012)

Michael Glos (* 14. Dezember 1944 in Brünnau) ist ein deutscher Politiker (CSU).
Er war von 2005 bis 2009 Bundesminister für Wirtschaft und Technologie und von 1993 bis 2005 Vorsitzender der CSU-Landesgruppe und Erster stellvertretender Vorsitzender der CDU/CSU-Bundestagsfraktion.

## Ausbildung und Beruf
Nach der Mittleren Reife absolvierte Glos eine Lehre zum Müller. Im Jahr 1967 legte er die Meisterprüfung ab. 1968 übernahm er die Leitung des elterlichen Getreidemühlen- und Landwirtschaftsbetriebes in der Stolzenmühle bei Prichsenstadt.

## Parteilaufbahn
Glos ist seit 1970 Mitglied der CSU und war 1972 Gründungsvorsitzender des CSU-Ortsverbandes in Prichsenstadt. Von 1975 bis 1993 war er Vorsitzender des CSU-Kreisverbandes Kitzingen. Glos gehört seit 1976 dem Vorstand des CSU-Bezirksverbandes Unterfranken an und war von 1993 bis 2011 Bezirksvorsitzender. In dieser Zeit war er auch Mitglied im Präsidium und im Landesvorstand der CSU. Seit 1993 ist er Ehrenvorsitzender des Kreisverbandes und seit 2011 des Bezirksverbandes.

## Abgeordnetentätigkeit
Glos gehörte von 1972 bis 1978 dem Stadtrat von Prichsenstadt und von 1975 bis 1993 dem Kreistag des Landkreises Kitzingen an.
Von 1976 bis 2013 war er Mitglied des Deutschen Bundestages. Hier war er von 1987 bis 1990 Vorsitzender der Fraktionsarbeitsgruppe Finanzen und zugleich finanz- und steuerpolitischer Sprecher der CDU/CSU-Bundestagsfraktion. Von 1990 bis Ende 1992 war er Stellvertretender Fraktionsvorsitzender für den Bereich Wirtschaft, Verkehr, Mittelstand und Landwirtschaft. Vom 22. Januar 1993 bis zum 21. November 2005 war er Vorsitzender der CSU-Landesgruppe und damit Erster Stellvertretender Vorsitzender der CDU/CSU-Bundestagsfraktion, der bislang am längsten ununterbrochen amtierende in der Geschichte der Landesgruppe.
Glos ist stets als direkt gewählter Abgeordneter des Wahlkreises Schweinfurt in den Bundestag eingezogen. Er kündigte im März 2012 an, bei der Bundestagswahl 2013 nicht mehr anzutreten. Nachfolgerin im Bundestagswahlkreis wurde Anja Weisgerber.

## Öffentliche Ämter

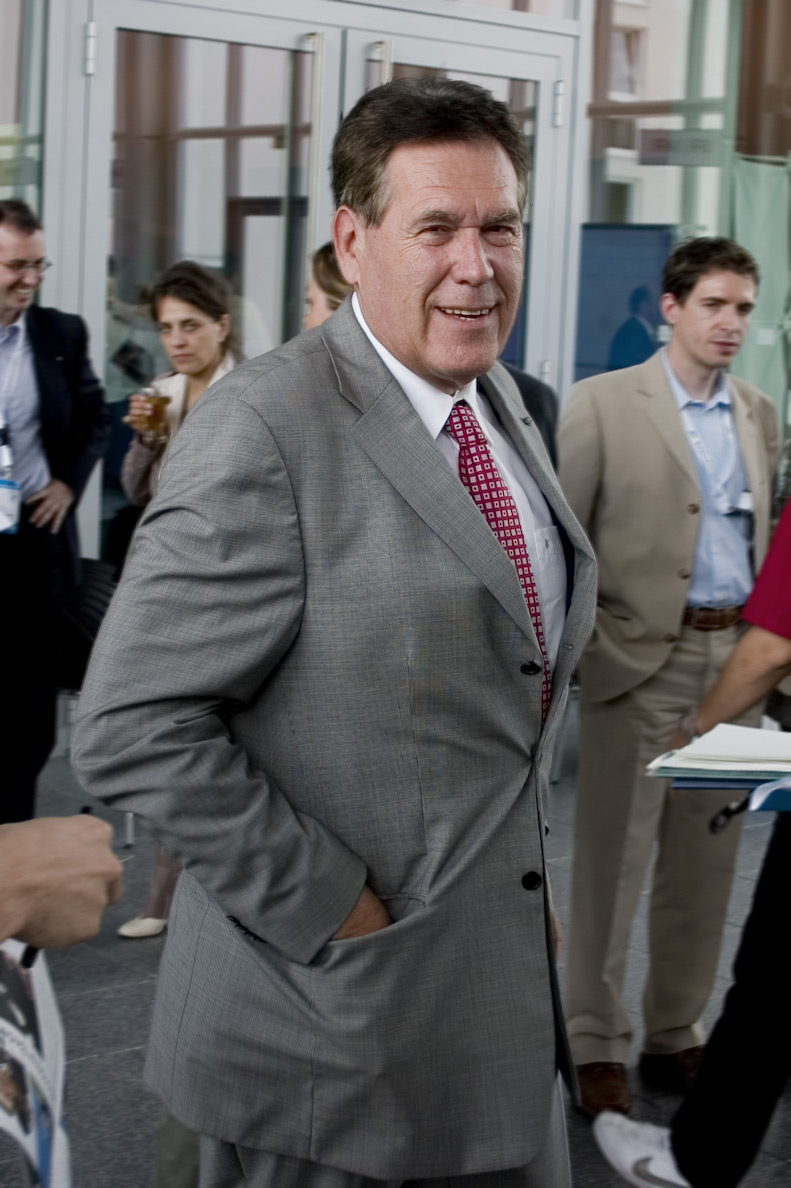
Michael Glos auf der JU-Landesversammlung 2005 in Schweinfurt

Glos wurde als Bundesminister für Wirtschaft und Technologie in die Regierung berufen, die nach der Bundestagswahl 2005 von Angela Merkel gebildet wurde (Kabinett Merkel I, eine große Koalition). In diesem Amt galt er als Vertreter einer konservativen Wirtschaftspolitik; er trat in der öffentlichen Wahrnehmung selten hervor.
Am 7. Februar 2009 verkündete er unerwartet seine Bereitschaft, das Amt als Bundesminister niederzulegen. Medien berichteten, er habe als Gründe in einem Brief an den CSU-Vorsitzenden Horst Seehofer den Neuanfang in der CSU und sein Alter angeführt. Seehofer war zunächst gegen den Rücktritt, stimmte ihm am Tag darauf aber zu. Am 9. Februar 2009 bat Glos die Bundeskanzlerin Angela Merkel offiziell um seine Entlassung. Als sein Nachfolger wurde am 9. Februar 2009 Karl-Theodor zu Guttenberg, Generalsekretär der CSU, vorgeschlagen. Am 10. Februar 2009 wurde Glos aus seinem Amt verabschiedet, und Guttenberg trat seine Nachfolge an.
Im Jahr 2011 äußerte er in einem Interview rückblickend, er sei von seiner Berufung zum Wirtschaftsminister im Herbst 2005 überrumpelt worden und für die Aufgabe nicht vorbereitet gewesen: „Ich wusste damals nicht mal, wo dieses Wirtschaftsministerium genau stand. Ich habe sogar in der Nähe gewohnt, aber es hat mich nie interessiert. Ich hatte kaum eine Ahnung davon, was die Aufgaben dieses Ministeriums sind, um was es sich alles zu kümmern hat.“

## Sonstiges Engagement
Glos war Mitglied der Europa-Union Parlamentariergruppe Deutscher Bundestag sowie des Kuratoriums der Young Leaders Initiative Deutschland-Russland – Die neue Generation. Während seiner Tätigkeit als Vorsitzender der CSU-Landesgruppe war er Kurator der INSM (Initiative Neue Soziale Marktwirtschaft). Er war Mitglied im Kuratorium des Deutsch-Aserbaidschanischen Forums. Im September 2011 bezahlte ihm Baku den Besuch eines dortigen Kulturfestivals inklusive Unterkunft in einem Luxus-Hotel und Gala-Dinner.

## Privates
Michael Glos ist katholisch, verheiratet und hat zwei Kinder.

## Auszeichnungen
- 1986: Bundesverdienstkreuz am Bande
- 1989: Bundesverdienstkreuz 1. Klasse
- 1990: Goldener Ehrenring des Landkreises Kitzingen
- 1992: Bayerischer Verdienstorden
- 1996: Großes Bundesverdienstkreuz
- 2001: Großes Goldenes Ehrenzeichen mit dem Stern für Verdienste um die Republik Österreich[9]
- 2005: Medaille für besondere Verdienste um Bayern in einem Vereinten Europa
- 2008: Umwelt-Dinosaurier des Jahres – Negativpreis des Naturschutzbund Deutschland, verliehen als Kritik an der Umwelt- und Klimapolitik des Ministers.[10]
- 2008: Deutscher Mittelstandspreis des markt-intern-Verlages[11]
- 2008: Georg-Schulhoff-Preis[12]
- 2008: Ehrenring des Deutschen Handwerks[13]
- 2008: Großes Goldenes Ehrenzeichen am Bande für Verdienste um die Republik Österreich[14]
- 2010: Bayerische Verfassungsmedaille in Gold
- 2010: Polarsternorden der Mongolei für Verdienste um deutsch-mongolische Beziehungen, höchste Auszeichnung für Ausländer[15]
- 2011: Großkreuz des Verdienstordens „Bernardo O’Higgins“, Chile (Freiheitsorden)[16]
- 2014: Mittelkreuz des Ungarischen Verdienstordens[17]

## Kabinette
- Kabinett Merkel I